# زيزينيو (لاعب كرة قدم غيني بيساو)
خوسيه لويس لوبيز منديز (بالبرتغالية: José Luís Mendes Lopes‏) (مواليد 23 سبتمبر 1992 في بيساو)، يشتهر باسم زيزينهو هو لاعب كرة قدم غيني بيساو محترف، لعب سابقاً مع نادي ضمك السهودي كلاعب وسط.

## روابط خارجية
- زيزينهو على موقع الاتحاد الدولي (مؤرشف)  (الإنجليزية)
- زيزينهو على موقع قاعدة بيانات كرة القدم.إي يو (الإنجليزية)
- زيزينهو على موقع ناشيونال فوتبول تيمز (الإنجليزية)
- زيزينهو على موقع Soccerway.com (الإنجليزية)